# Neodređene zamjenice
Neodređene zamjenice koriste se kako bi zamijenile nešto neodređeno, općenito ili niječno. Pojavljuju se na mjestu imenice ili se pojavljuju prvenstveno uz imenicu i zamjenjuju imenovanje neodređenog referenta.
Neodređene zamjenice dijele se na:
- neodređene

netko, nešto, neki, nekakav, nečiji

gdjetko, gdješto, gdjekoji, gdjekakav

štošta

tkogod, štogod, kojigod, kakavgod, čijigod
- niječne

nitko, ništa, ničiji, nikakav
- opće

itko, išta, ikoji, ikakav

svatko, svašta, svaki, svačiji, svakakav, sav

ma tko, ma što, ma koji, ma kakav, ma čiji, ma kolik

kojetko, koješta, kojekakav

bilo tko, bilo što, bilo koji, bilo čiji, bilo kakav

tko god, što god, koji god, čiji god, kakav god

## Sklonidba neodređenih zamjenica
Neodređene zamjenice složene s tko, što, koji, čiji, kakav, kolik, jednako se tako i sklanjaju, kao što se i zamjenice neki i svaki mijenjaju kao pridjevi u određenom obliku.
Zamjenica sav posebno se sklanja:
| N | sav                     | sva  | sve (svo) |
| G | sveg(a)                 | sve  | sveg(a)   |
| D | svem(u)                 | svoj | svem(u)   |
| A | sveg(a) za neživo - sav | svu  | sve       |
| V | sav                     | sva  | sve       |
| L | svem(u)                 | svoj | svem(u)   |
| I | svim(e)                 | svom | svim(e)   |

| N | svi         | sve         | sva         |
| G | svih, sviju | svih, sviju | svih, sviju |
| D | svim(a)     | svim(a)     | svim(a)     |
| A | sve(a)      | sve         | sva         |
| V | svi         | sve         | sva         |
| L | svim(a)     | svim(a)     | svim(a)     |
| I | svim(a)     | svim(a)     | svim(a)     |

## Pravila
Zamjenice tkogod, štogod, kojigod, kakavgod, čijigod – znače netko ili nešto.
Zamjenice tko god, što god, koji god, čiji god, kakav god – znače bilo tko ili bilo što.
- Reci mi štogod. (nešto)
- Što god da mi kažeš, prihvatit ću mirno. (bilo što)

- Ako te tkogod upita, zaniječi! (netko)
- Tko god da te pita, baš te briga! (bilo tko)

Kad se neodređene zamjenice slažu s veznicima i, ni (itko, išta, ikakav, nitko, ništa, nikakav…) koriste se s prijedlozima te se oni umeću između veznika i odnosne zamjenice:
- ni od koga (od nikoga)
- ni za što (za ništa)
- i pred čim (pred ičim)
- ni s kakvim (s nikakvim)
- ni s kim (s nikim)
- i s kim (s ikim)
- ni uz kakav (uz nikakav)
- ni u sred čega (u sred ničega)